# Science Xitalk
『Science Xitalk』（サイエンス・サイトーク）とは、TBSラジオで1999年10月から2010年3月まで、毎年ナイターオフの秋〜春の半年間放送されていた科学をテーマとしたラジオ番組である。村田製作所の一社提供番組。

## 概要
各分野の学者や作家をゲストに招いてインタビューする番組。放送の一部を抜粋したものが書籍化されている（関連書籍参照）。ポッドキャスト配信も行っていた。
番組の終了は2010年9月27日にTBSラジオより告知され、ポッドキャストも終了した。11年の放送に幕を降ろす。2010年12月5日より当番組と同じく村田製作所の一社提供番組となる『ミミガク』(出演：えのきどいちろう・秋沢淳子)をスタートさせた。

## 出演者
- パーソナリティ
  - 日垣隆
- アシスタント
  - 有村美香
  - 2003年度のみ広重玲子が担当。2010年度は夏以降、番組公式サイトのトップ画像が日垣と秋沢淳子のものとなり、有村の部署異動に伴い秋沢が担当する予定だった。

## 放送時間
- 毎週日曜日 23:00 - 23:30（1999年度）
- 毎週日曜日 21:00 - 21:30（2000年度以降）

## 騒動
2010年度の放送開始にあたり、日垣自身のtwitter（2010年9月22日午後1時36分のツイート）でスポンサー料や番組スタッフに関する騒動を暴露。これに対し、TBSラジオ社員や映画評論家の町山智浩がtwitter上で反論したことで炎上・泥沼化している。

## 関連書籍
- 定説だってウソだらけ（WAC出版 ワックbunko）
- 常識はウソだらけ（WAC出版 ワックbunko）
- 方向音痴の研究（WAC出版 ワックbunko）
- 頭は必ず良くなる（WAC出版 ワックbunko）
- 天才のヒラメキを見つけた!（WAC出版 ワックbunko）
- 愛は科学で解けるのか（新潮社 新潮OH!文庫）
- ウソの科学、騙しの技術（新潮社 新潮OH!文庫）
- いのちを守る安全学（新潮社 新潮OH!文庫）